# Vonones II de Pàrtia
Vonones II va ser rei de Pàrtia durant dos mesos l'any 51.
Era fill de Vardanes I de Pàrtia, i el seu pare el va nomenar rei de la Mèdia Atropatene l'any 46. L'any 51, en ser cridat al tron de Pàrtia a la mort de Gotarces II sense fills, va deixar el regne d'Atropatene al seu fill Pacoros. Va morir al cap de dos mesos i el va succeir el seu fill Vologès I. Segons Tàcit, «no va experimentar cap èxit ni fracàs que hagués de ser recordat».
Va tenir tres fills amb una concubina grega:
- Pacoros II, que a la mort del seu pare regna a Mèdia Atropatene.[2]
- Vologès I, que el va succeir a Pàrtia.[3]
- Tiridates I, rei d'Armènia.[4]

| Precedit per: Gotarces II | Imperi Part | Succeït per: Vologès I |